# Klaus Urmitzer
Klaus „Pollo“ Urmitzer (* 21. Oktober 1944; † 30. Oktober 2022) war ein deutscher Basketball-Nationalspieler.

## Laufbahn
Der 1,93 Meter große Urmitzer spielte Basketball im Nachwuchsbereich des USC Heidelberg und wurde mit der A-Jugend des Vereins deutscher Vizemeister, ehe er im Spieljahr 1963/64 zur Heidelberger Herrenmannschaft gehörte. Als sein hervorstechendes Merkmal galt die Sprungkraft. „Ich war der erste weiße, deutsche, unter zwei Meter messende Spieler mit abgeschlossener Berufsausbildung, der einen Dunking schaffte“, sagte Urmitzer – bekannt für seine launigen Sprüche – einmal. Urmitzer wird als der erste Deutsche erachtet, der einen Dunking in einem Pflichtspiel zeigte, das war im August 1964: „Schnellangriff über rechts, am Gegenspieler vorbei, per einhändigem Stopfer abgeschlossen“, beschrieb Urmitzer später die zugehörige Spielszene. Von vielen wurden Urmitzers Dunkings als Provokation und Angeberei ausgelegt.
Im Anschluss an die Saison 1964/65 wechselte er zum Oberliga-Konkurrenten MTV Gießen, wurde mit der Mannschaft 1965 deutscher Meister, kehrte ein Jahr später zum USC Heidelberg zurück und wurde mit der Mannschaft im Frühjahr 1966 deutscher Meister.
1969 verließ Urmitzer den USC abermals in Richtung MTV Gießen. Im Januar 1972 wurde er bei einem Autounfall, der sich auf der Rückfahrt eines Auswärtsspiels in Heidelberg ereignete, schwer verletzt und lag drei Monate lang im Krankenhaus. Nach der Genesung kehrte er zwar beim MTV Gießen aufs Spielfeld zurück, musste aber rund ein Jahr nach dem Unfall seine Bundesliga-Laufbahn beenden. Neben seinen beruflichen Verpflichtungen als Zahnarzt spielte Urmitzer noch in der Regionalliga-Mannschaft des Heidelberger SC. Später wurde Urmitzer in eigener Zahnarztpraxis beziehungsweise langjährig in einer Gemeinschaftspraxis in der Hansestadt Stade in Niedersachsen tätig.
Urmitzer starb 2022 nach schwerer Krankheit in Stade.

### Nationalmannschaft
Im April 1964 gab Urmitzer im Spiel gegen die DDR seinen Einstand in der bundesdeutschen A-Nationalmannschaft. Bis 1971 bestritt er 14 Länderspiele und nahm im Herbst 1965 und 1971 an Europameisterschaften teil.